# Andrés Mejuto
Andrés Mejuto Carballo (Olivenza, Badajoz, 30 de enero de 1909-Madrid, 22 de febrero de 1991) fue un actor español.

## Biografía
Se inició en el mundo de la interpretación debutando en el teatro con tan solo quince años, y en 1931 protagonizó por primera vez una obra: Los cuernos de Don Friolera. En ese momento se incorporó a la compañía La Barraca, de Federico García Lorca. Al acabar la Guerra Civil, llegó a Argentina el 5 de noviembre de 1939, en el buque Massilia, junto a un grupo de algunas personalidades españolas como el escenógrafo Gori Muñoz, el dramaturgo Guillén, el dramaturgo Eusebio Gorbea y la escritora Elena Fortún. Una vez allí, pasó a formar parte de la compañía de Margarita Xirgu. Fue en ese momento cuando comenzó a interpretar sus primeros papeles en el cine, también en Argentina, donde actuó en Inspiración (1946), El gran amor de Bécquer (1946), La copla de la Dolores (1947) y La barca sin pescador (1950).
En 1940 fundó junto a la actriz y directora Helena Cortesina la compañía Cortesina-Mejuto, que debutó en el Smart Palace con dos obrasː La Mano del Mono de W. W. Jacobs y Luis N. Parker y El secreto del castillo de Charles Méré.
Regresa a España en 1957, y retoma una carrera interpretativa que le lleva a trabajar en cine, teatro y televisión.
En la pantalla grande participa en algunos títulos internacionales, como Campanadas a medianoche (1965), de Orson Welles, y algún spaghetti western: La furia de Johnny Kid (1966), de Gianni Puccini; Un dólar de recompensa (1973), de Rafael Romero Marchent... En cuanto al cine estrictamente español, compagina comedias como Sor Citroen (1967), o La escopeta nacional (1978), de Luis García Berlanga, con otros títulos que le permiten desplegar su talento dramático.
En teatro, interviene, entre otras, en las obras de Don Juan Tenorio (1956), de José Zorrilla; Tiestes (1956), de Séneca; Proceso de Jesús (1956), de Diego Fabbri; Una muchachita de Valladolid (1958), de Joaquín Calvo Sotelo; Los años del Bachillerato (1960), de José André Lecour; El milagro de Anna Sullivan (1961), de William Gibson; Delito en la Isla de las Cabras (1962), de Ugo Betti; A Electra le sienta bien el luto (1965), de Eugene O'Neill; Oficio de tinieblas (1967), de Alfonso Sastre; Flor de santidad (1973), de Adolfo Marsillach; La doble historia del doctor Valmy (1976), Jueces en la noche (1979), ambas de Buero Vallejo; Lisístrata (1980), de Aristófanes; El corto vuelo del gallo (1980), de Jaime Salom; El pato silvestre (1982), de Ibsen; Tito Andrónico (1983), de Shakespeare; La Orestíada (1990), y la que fue su última representación, Voces de gesta (1991), de Valle-Inclán, estrenada 17 días antes de su fallecimiento.
Fue asimismo uno de los intérpretes con más presencia en los primeros años de Televisión Española, con notables interpretaciones en decenas de obras incluidas en los espacios Estudio 1, Novela, Teatro de siempre, Hora once  o Los Mitos.
Falleció a consecuencia de complicaciones posoperatorias de vesícula biliar.

## Teatro
| - Los intereses creados (1956), de Jacinto Benavente - Don Juan Tenorio (1956), de José Zorrilla - Fuenteovejuna (1956), de Lope de Vega - Tiestes (1956), de Séneca - Proceso de Jesús (1956), de Diego Fabbri - Otelo (1957), de William Shakespeare - Las brujas de Salem (1957), de Arthur Miller - El diario de Ana Frank (1958) - Una muchachita de Valladolid (1958), de Joaquín Calvo Sotelo - El cielo dentro de casa (1958), de Alfonso Paso - Ejercicio para cinco dedos (1959), de Peter Shaffer - El túnel del amor (1959), de Fields y De Vries - Largo viaje del día hacia la noche (1960), de Eugene O'Neill - El glorioso soltero (1960), de Joaquín Calvo Sotelo - Los años del Bachillerato (1960), de José André Lecour - Sentencia de muerte (1960), de Alfonso Paso - El milagro de Anna Sullivan (1961), de William Gibson - Inquisición (1961), de Diego Fabbri - El abogado del diablo (1961), de Morris West - Delito en la Isla de las Cabras (1962), de Hugo Betti - Historias de media tarde (1963), de Emilio Romero - El oído privado y el ojo público (1964), de Peter Shaffer | - La noche de la iguana (1964), de Tennessee Williams - Alarma (1964), de José Antonio Giménez-Arnau - A Electra le sienta bien el luto (1965), de Eugene O'Neill - Caminos de Damasco (1965), de Emilio Canda - El cuerpo (1966), de Lauro Olmo - Oficio de tinieblas (1967), de Alfonso Sastre - Las mocedades del Cid (1968), de Guillem de Castro - El caraqueño (1968), de José Martín Recuerda - Post mortem (1970), de Luis Matilla - Otelo (1971), de William Shakespeare - El Buscón (1972), de Francisco de Quevedo - Flor de santidad (1973), de Adolfo Marsillach - El rehén (1974), de Brendan Behan - El realquilado (1975), de Joe Orton - La doble historia del doctor Valmy (1976), de Antonio Buero Vallejo - Jueces en la noche (1979), de Antonio Buero Vallejo - Lisístrata (1980), de Aristófanes - El corto vuelo del gallo (1980), de Jaime Salom - Los tres etcéteras de Don Simón (1981), de José María Pemán - El pato silvestre (1982), de Ibsen - Tito Andrónico (1983), de William Shakespeare - La Orestíada (1990), de Esquilo - Voces de gesta (1991), de Valle-Inclán. |

## Trayectoria en TV
| - Veraneantes (1984) - Que usted lo mate bien - Deformación profesional (20 de febrero de 1979) - Los Mitos - Ifigenia (18 de enero de 1979) - Numancia (22 de marzo de 1979) - Mujeres insólitas - La segunda señora Tudor (8 de febrero de 1977) - La reina después de muerta (8 de marzo de 1977) - La viuda roja (22 de marzo de 1977) - El quinto jinete - El ladrón de cadáveres (1 de diciembre de 1975) - Original - Una tripulación por seis guineas (21 de octubre de 1975) - El teatro - Verano y humo (25 de noviembre de 1974) - Noche de teatro - Las Meninas (28 de junio de 1974) - Don Juan (1974) - Ficciones - El vigilante (27 de julio de 1972) - Benjamín (3 de marzo de 1973) - A través de la niebla - Morella (1 de noviembre de 1971) - Telecomedia de humor - El retrato (5 de abril de 1971) - Juegos para Mayores - El jubilado (22 de febrero de 1971) - Hora once - La bien amada (7 de noviembre de 1970) - La muerte de Iván Illich (28 de noviembre de 1970) - Un cuento californiano (1 de febrero de 1971) - Danza macabra (30 de septiembre de 1972) - Cuentos y leyendas - La justicia del buen alcalde García (15 de enero de 1969) - Teatro de siempre - Las tres hermanas (27 de octubre de 1967) - Romeo y Julieta (22 de diciembre de 1967) - Casa de muñecas (5 de enero de 1968) - Merope (26 de enero de 1970) - Los recién casados (11 de mayo de 1970) - Por la fuente, Juana (6 de julio de 1970) - Don Juan y Fausto (17 de agosto de 1970) - Los cuervos (5 de noviembre de 1970) - Edipo en Colono (4 de febrero de 1971) | - Estudio 1 - El grillo (15 de febrero de 1967) - Magda (30 de enero de 1968) - Asia (28 de mayo de 1968) - Ondina (19 de noviembre de 1968) - Dulcinea (15 de abril de 1969) - Tío Vania (11 de noviembre de 1969) - La noche del sábado (15 de enero de 1970) - El gran teatro del mundo (26 de marzo de 1970) - Hamlet (23 de octubre de 1970) - Los recién casados (26 de marzo de 1971) - No habrá Guerra de Troya (30 de abril de 1971) - El emigrante de Brisbane (5 de noviembre de 1971) - Llegaron a una ciudad (28 de julio de 1972) - Las hijas del Cid (11 de agosto de 1972) - La Plaza de Berkeley (24 de octubre de 1972) - Juego de niños (3 de noviembre de 1972) - El precio (1 de febrero de 1974) - Boris Godunov (13 de octubre de 1975) - La desconocida de Arrás (16 de marzo de 1978) - La guerra empieza en Cuba (20 de diciembre de 1978) - El pato silvestre (6 de diciembre de 1982) - Novela - Los hermanos Karamazov (29 de noviembre de 1965) - El último viaje de Ademis (28 de junio de 1966) - La dama vestida de blanco (25 de septiembre de 1967) - Un yanqui en la corte del rey Arturo (8 de marzo de 1971) - Los miserables (19 de abril de 1971) - El jugador (19 de julio de 1971) - El anticuario (16 de agosto de 1971) - El Conde Fernán González (18 de octubre de 1971) - Colomba (3 de enero de 1972) - Maruja (24 de enero de 1972) - Persuasión (14 de febrero de 1972) - Humillados y ofendidos (2 de enero de 1973) - La feria de las vanidades (23 de abril de 1973) - El invernadero (5 de enero de 1976) - Teatro de familia - La gran mentira (3 de julio de 1963) - Primera fila - Paño de lágrimas (14 de junio de 1963) |

## Filmografía parcial
- La monja alférez  (1986)
- Tobi (1978)
- Los pájaros de Baden-Baden (1975)
- El mejor alcalde, el rey (1974)
- Los guardiamarinas (1967)
- Pasos de angustia (1959)
- La Quintrala, doña Catalina de los Ríos y Lisperguer (1955)...Pedro Lisperguer
- El juramento de Lagardere (1955)
- Mi viudo y yo (1954)
- El heroico Bonifacio (1951)
- Café cantante (1951)...Rondeño
- Captura recomendada (1950)...Jorge, "El Dandy"
- Una viuda casi alegre (1950)
- La barca sin pescador (1950)
- Don Juan Tenorio (1949)
- Recuerdos de un ángel (1948)
- Albéniz (1947)
- La copla de la Dolores (1947)
- Milagro de amor (1946)
- Los tres mosqueteros (1946)
- El gran amor de Bécquer (1946)
- Inspiración (1946)
- La dama duende (1944)